# AMR (association)
Pour les articles homonymes, voir AMR.
L'A.M.R., ou Association pour la musique improvisée, anciennement « association pour la musique de recherche », est une association de droit suisse créée à Genève en 1973 dans le but d'encourager le développement de la musique improvisée. 

## Historique

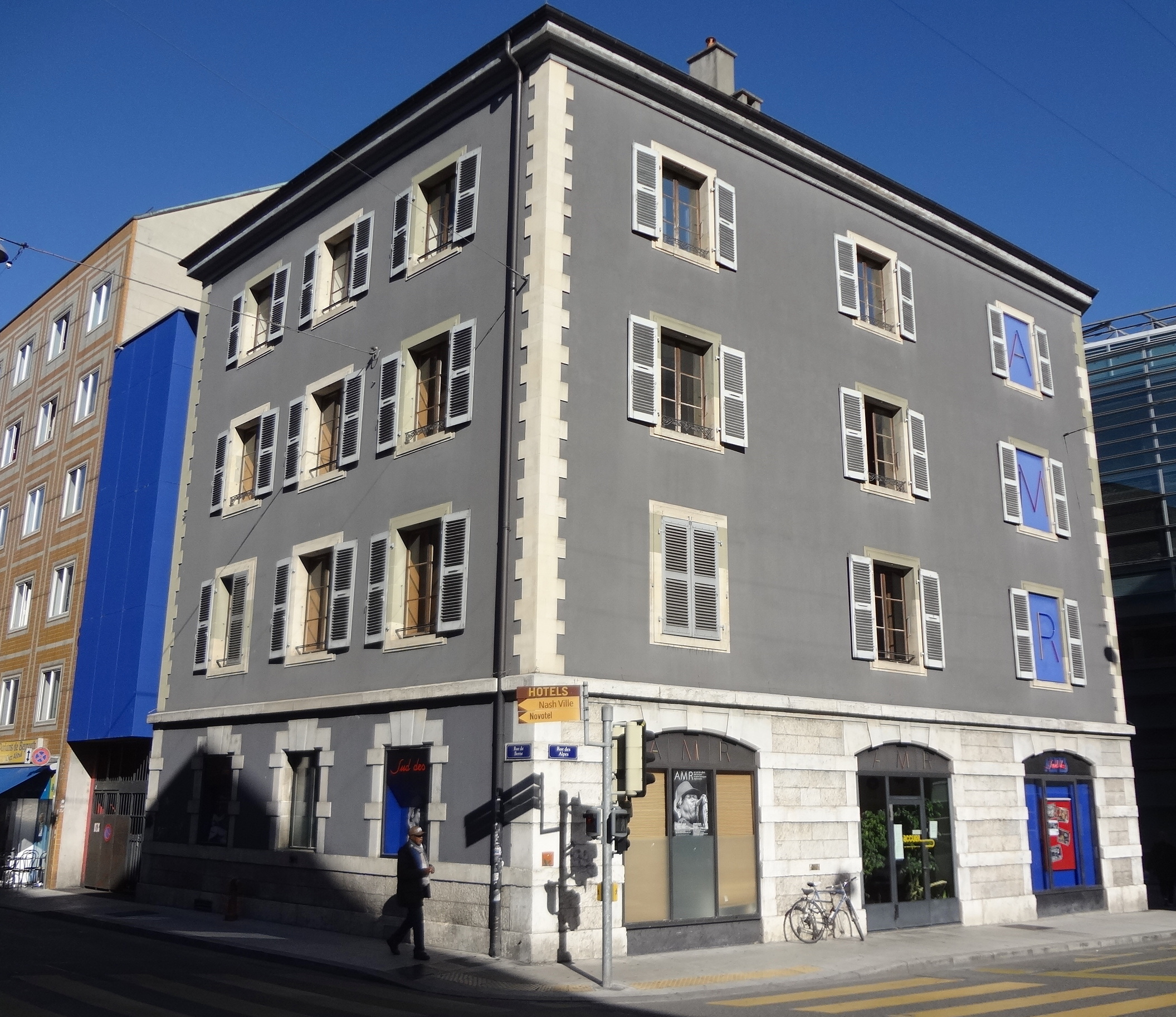
« Le Sud des Alpes »

L'association est fondée le 29 janvier 1973, dans le but « d'encourager le développement de la musique improvisée dans la région genevoise en regroupant les musiciens qui pratiquent cette musique par des concerts, stages, ateliers, par l’intermédiaire de la presse, radio, TV, dans l’enseignement public ou privé, ou sous toute autre forme ».
Outre des musiciens de jazz comme Olivier Magnenat et Maurice Magnoni, on compte aussi parmi les fondateurs de l'association des personnes qui contribueront à la création d'autres associations culturelles d'importance telles que Sandro Rosseti (cofondateur du Théâtre du Loup et de la Fanfare du Loup), Laurent Aubert (fondateur des ateliers d'ethnomusicologie), Jean-François Jacquet (fondateur du Festival du Bois de la Bâtie).
Parmi les premières réalisations de l'association, on compte l'organisation de concerts de jazz et de musique improvisée. La Salle Patiño accueille des musiciens locaux tels que le trio d'Irène Schweizerou le Bourquin-Guerin-Hellman Trio, et internationaux tels que Charles Mingus ,, Archie Shepp ,. 
L’AMR a organisé le festival de la Bâtie de 1977 à 1996.
Avant de pouvoir louer des locaux au Sud des Alpes, l’association tenait ses concerts en divers lieux : la salle Simon Patiño, le Théâtre de St-Gervais, la Traverse (à la maison de quartier des Pâquis) et le centre de loisirs de Carouge.
Des musiciens comme Olivier Magnenat, Maurice Magnoni, Claude Tabarini, Ohad_Talmor (en), Nicolas Masson, Maria Grand, Stéphane Métraux, Gabriel Zufferey, Béatrice Graf, ont contribué à la vie et à la renommée de l'association.

## Activités
Les principales activités de l’AMR sont l'organisation du festival AMR aux Cropettes et du Festival de Jazz de l'AMR, la programmation de concerts dans les murs de son centre musical (Le Sud des Alpes), l'organisation d'ateliers hebdomadaires et de stages ponctuels, la publication du journal Viva la Musica,. 

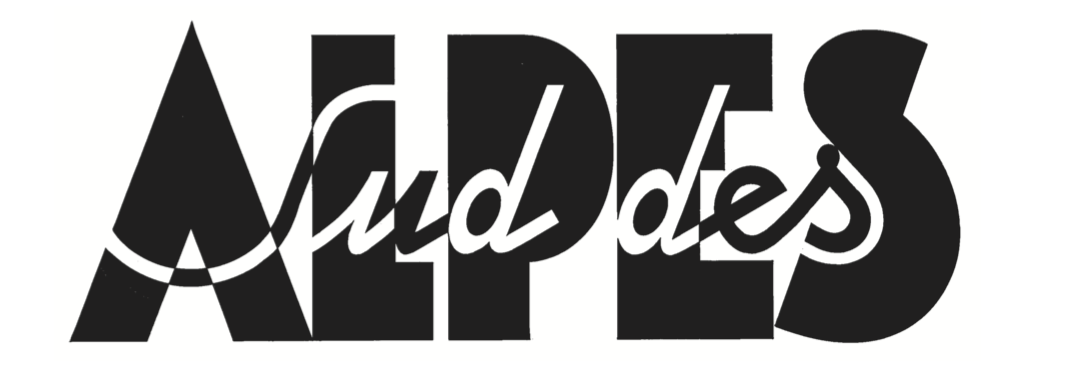
Logo du centre musical de l'AMR.

### Le Sud des Alpes
Le bâtiment central de l’association se trouve depuis 1981 à deux pas de la gare Cornavin, dans le quartier des Pâquis, à la rue des Alpes. On y trouve l’administration, les ateliers et les concerts.

### Big Band
La Phonothèque nationale suisse a conservé les enregistrements des concerts du Big Band de l'AMR (dirigé par Olivier Magnenat) au festival de jazz de Nyon en 1977 et au festival de jazz de Willisau en 1982. 

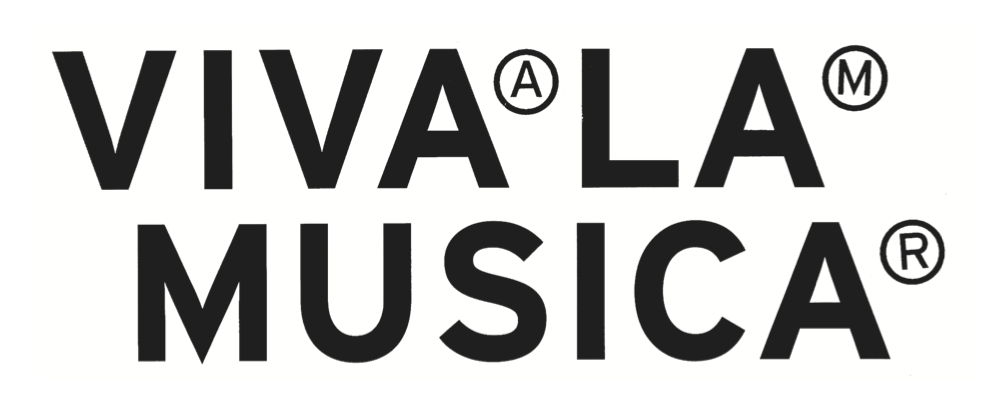
Logo du journal de l'AMR.

Le Big Band a publié l’album Viva la Musica en 1979.

### Viva la Musica
Viva la Musica est le bulletin d'information gratuit de l'association, il paraît depuis février 1975,,.

## Personnalités
- Laurent Aubert
- Colette Grand
- Jean-François Jacquet
- Olivier Magnenat
- Maurice Magnoni
- Sandro Rosseti
- Dominique Widmer

### Sources
- Fonds : Association pour l'encouragement de la musique improvisée (1970-2003) [Documents textuels, photographies, affiches, revues et plans ; 6,50 mètres].  Cote : AMR. Archives de la ville de Genève (présentation en ligne).